# C42 (Namibië)
De C42 is een secundaire weg in het noordoosten van Namibië. De weg loopt van Tsumeb via Grootfontein naar Okakarara. In Tsumeb sluit de weg aan op de B1 naar Lubango en in Grootfontein op de B8 naar Windhoek en Rundu.
De C42 is 286 kilometer lang en loopt door de regio's Oshikoto en Otjozondjupa.